# Joyeux Noël
Joyeux Noël is een film uit 2005 die zich afspeelt tijdens de Eerste Wereldoorlog en als thema de (waargebeurde) kerstwapenstilstand heeft. In de film kijkt men door de ogen van Duitse, Franse en Schotse soldaten. De film was tijdens de 78ste Oscaruitreiking genomineerd voor beste buitenlandse film.

## Verhaal
De Eerste Wereldoorlog woedt volop en maakt een eind aan het leven van talloze jonge mannen. Wanneer de kerst aanbreekt, gebeurt er echter iets volkomen onverwachts. Die nacht worden de levens gevolgd van vier personen: een anglicaanse priester, een Franse luitenant, een tenor en zijn zingende geliefde, een sopraan. In die nacht gebeurt het ondenkbare, wanneer soldaten de wapens neerleggen en elkaar benaderen om kerst te vieren.

## Rolverdeling
| Acteur           | Rol                |
| ---------------- | ------------------ |
| Diane Kruger     | Anna Sörensen      |
| Benno Fürmann    | Nikolaus Sprink    |
| Guillaume Canet  | Luitenant Audebert |
| Gary Lewis       | Palmer             |
| Dany Boon        | Ponchel            |
| Daniel Brühl     | Horstmayer         |
| Lucas Belvaux    | Gueusselin         |
| Alex Ferns       | Gordon             |
| Steven Robertson | Jonathan           |
| Frank Witter     | Jorg               |
| Bernard Le Coq   | Général Audebert   |
| Ian Richardson   | Bishop             |